# Erik Johansson
Erik Johansson (Falkenberg, 30 december 1988) is een Zweeds voormalig voetballer die doorgaans speelde als centrale verdediger. Tussen 2008 en 2021 was hij actief voor Falkenbergs FF, GAIS Göteborg, Malmö FF, AA Gent, FC Kopenhagen en Djurgårdens IF. Johansson maakte in 2014 zijn debuut in het Zweeds voetbalelftal en kwam uiteindelijk tot twaalf interlandoptredens.

## Clubcarrière
Johansson startte zijn carrière bij Falkenbergs FF in de Superettan. Hier werd hij vaak als middenvelder gebruikt, waardoor hij veelvuldig tot scoren wist te komen. Hij scoorde namelijk zeventien keer in drie seizoenen. Op 1 september 2011 transfereerde de verdediger naar GAIS Göteborg, dat op het hoogste niveau actief was. In 2012 degradeerde de club naar de Superettan, maar Johansson werd wel verkozen tot speler van het jaar. In januari 2013 werd hij aangetrokken door Malmö FF, waar hij een vierjarige verbintenis ondertekende.
Johansson tekende in juli 2015 een contract tot medio 2019 bij AA Gent, de landskampioen van België in het voorgaande seizoen. Daar slaagde hij er niet in om een basisplaats te verwerven. In de eerstvolgende transferperiode tekende Johansson een contract van vierenhalf seizoen bij het Deense FC Kopenhagen. Op 5 mei 2016 won hij met Kopenhagen de finale van het Deense bekertoernooi. Medio 2018 verkaste de Zweed naar Djurgårdens IF in zijn vaderland Zweden. Medio 2021 besloot Johansson op tweeëndertigjarige leeftijd een punt te zetten achter zijn actieve loopbaan.

## Clubstatistieken
| Seizoen | Club           | Competitie      | Competitie | Competitie | Beker | Beker | Internationaal | Internationaal | Totaal | Totaal |
| Seizoen | Club           | Competitie      | Wed.       | Dlp.       | Wed.  | Dlp.  | Wed.           | Dlp.           | Wed.   | Dlp.   |
| ------- | -------------- | --------------- | ---------- | ---------- | ----- | ----- | -------------- | -------------- | ------ | ------ |
| 2008    | Falkenbergs FF | Superettan      | 24         | 0          | 0     | 0     | —              | —              | 24     | 0      |
| 2009    | Falkenbergs FF | Superettan      | 27         | 0          | 0     | 0     | —              | —              | 27     | 0      |
| 2010    | Falkenbergs FF | Superettan      | 26         | 7          | 0     | 0     | —              | —              | 26     | 7      |
| 2011    | Falkenbergs FF | Superettan      | 21         | 6          | 2     | 1     | —              | —              | 23     | 7      |
| 2011    | GAIS Göteborg  | Allsvenskan     | 7          | 1          | 0     | 0     | —              | —              | 7      | 1      |
| 2012    | GAIS Göteborg  | Allsvenskan     | 27         | 4          | 1     | 0     | —              | —              | 28     | 4      |
| 2013    | Malmö FF       | Allsvenskan     | 17         | 0          | 2     | 2     | 5              | 0              | 24     | 2      |
| 2014    | Malmö FF       | Allsvenskan     | 25         | 0          | 4     | 0     | 10             | 0              | 39     | 0      |
| 2015    | Malmö FF       | Allsvenskan     | 13         | 2          | 0     | 0     | 0              | 0              | 13     | 2      |
| 2015/16 | AA Gent        | Eerste klasse A | 9          | 0          | 0     | 0     | 0              | 0              | 9      | 0      |
| 2015/16 | Kopenhagen     | Superligaen     | 13         | 0          | 3     | 0     | —              | —              | 16     | 0      |
| 2016/17 | Kopenhagen     | Superligaen     | 28         | 1          | 3     | 0     | 15             | 0              | 46     | 1      |
| 2017/18 | Kopenhagen     | Superligaen     | 11         | 2          | 0     | 0     | 4              | 0              | 15     | 2      |
| 2018    | Djurgårdens IF | Allsvenskan     | 11         | 0          | 0     | 0     | 2              | 0              | 13     | 0      |
| 2019    | Djurgårdens IF | Allsvenskan     | 11         | 2          | 0     | 0     | —              | —              | 11     | 2      |
| 2020    | Djurgårdens IF | Allsvenskan     | 21         | 3          | 0     | 0     | 1              | 0              | 22     | 3      |
| Totaal  | Totaal         | Totaal          | 292        | 28         | 15    | 3     | 37             | 0              | 344    | 31     |

## Interlandcarrière
Johansson debuteerde in het Zweeds voetbalelftal op 21 januari 2014. Op die dag werd een vriendschappelijke wedstrijd tegen IJsland met 0–2 gewonnen. De verdediger mocht van bondscoach Erik Hamrén het gehele duel meespelen. De andere debutanten dit duel waren Oscar Jansson (Örebro SK) en David Nilsson (IFK Norrköping). Op 11 mei 2016 werd Johansson opgenomen in de Zweedse selectie voor het EK voetbal in Frankrijk. Zweden werd uitgeschakeld in de groepsfase na nederlagen tegen Italië (0–1) en België (0–1) en een gelijkspel tegen Ierland (1–1).
| Interlands van Erik Johansson voor Zweden | Interlands van Erik Johansson voor Zweden | Interlands van Erik Johansson voor Zweden | Interlands van Erik Johansson voor Zweden | Interlands van Erik Johansson voor Zweden | Interlands van Erik Johansson voor Zweden | Interlands van Erik Johansson voor Zweden |
| №                                         | Datum                                     | Wedstrijd                                 | Uitslag                                   | Competitie                                | Goals                                     |                                           |
| Als speler bij Malmö FF                   | Als speler bij Malmö FF                   | Als speler bij Malmö FF                   | Als speler bij Malmö FF                   | Als speler bij Malmö FF                   | Als speler bij Malmö FF                   |                                           |
| ----------------------------------------- | ----------------------------------------- | ----------------------------------------- | ----------------------------------------- | ----------------------------------------- | ----------------------------------------- | ----------------------------------------- |
| 1                                         | 21 januari 2014                           | IJsland – Zweden                          | 0 – 2                                     | Vriendschappelijk                         |                                           |                                           |
| 2                                         | 15 januari 2015                           | Ivoorkust – Zweden                        | 0 – 2                                     | Vriendschappelijk                         |                                           |                                           |
| 3                                         | 19 januari 2015                           | Zweden – Finland                          | 0 – 1                                     | Vriendschappelijk                         |                                           |                                           |
| 4                                         | 27 maart 2015                             | Moldavië – Zweden                         | 0 – 2                                     | EK 2016 kwalificatie                      |                                           |                                           |
| 5                                         | 31 maart 2015                             | Zweden – Iran                             | 3 – 0                                     | Vriendschappelijk                         |                                           |                                           |
| 6                                         | 14 juni 2015                              | Zweden – Montenegro                       | 3 – 1                                     | EK 2016 kwalificatie                      |                                           |                                           |
| Als speler bij AA Gent                    |                                           |                                           |                                           |                                           |                                           |                                           |
| 7                                         | 14 november 2015                          | Zweden – Denemarken                       | 2 – 1                                     | EK 2016 kwalificatie                      |                                           |                                           |
| 8                                         | 17 november 2015                          | Denemarken – Zweden                       | 2 – 2                                     | EK 2016 kwalificatie                      |                                           |                                           |
| Als speler bij FC Kopenhagen              |                                           |                                           |                                           |                                           |                                           |                                           |
| 9                                         | 5 juni 2016                               | Zweden – Wales                            | 3 – 0                                     | Vriendschappelijk                         |                                           |                                           |
| 10                                        | 13 juni 2016                              | Zweden – Ierland                          | 1 – 1                                     | EK 2016                                   |                                           |                                           |
| 11                                        | 17 juni 2016                              | Italië – Zweden                           | 1 – 0                                     | EK 2016                                   |                                           |                                           |
| 12                                        | 22 juni 2016                              | Zweden – België                           | 0 – 1                                     | EK 2016                                   |                                           |                                           |

## Erelijst
| Competitie     |          |                  |          |          |
| Competitie     | Aantal   | Jaren            |          |          |
| Malmö FF       | Malmö FF | Malmö FF         | Malmö FF | Malmö FF |
| -------------- | -------- | ---------------- | -------- | -------- |
| Allsvenskan    | 2        | 2013, 2014       |          |          |
| Supercupen     | 2        | 2013, 2014       |          |          |
| FC Kopenhagen  |          |                  |          |          |
| Superligaen    | 2        | 2015/16, 2016/17 |          |          |
| DBU Pokalen    | 2        | 2015/16, 2016/17 |          |          |
| Djurgårdens IF |          |                  |          |          |
| Allsvenskan    | 2        | 2019             |          |          |